# تششمة حاجي محمد (مقاطعة دلفان)
تششمة حاجي محمد (بالفارسية: چشمه حاجی محمد) هي قرية تقع في قسم كاكاوند الشرقي الريفي (مقاطعة دلفان) في إيران. يقدر عدد سكانها بـ 70 نسمة بحسب إحصاء 2016.